# Give Me the Fear
Give Me the Fear — дебютный студийный альбом лондонской хард-рок-группы Tokyo Dragons, вышедший в 2005 году.

## Список композиций
1. «What the Hell» −3:47
2. «Get 'Em Off» — 2:57
3. «Do You Wanna?» — 3:36
4. «Come on Baby» — 3:56
5. «Let It Go» — 3:36
6. «Johnny Don’t Wanna Ride» — 2:54
7. «Teenage Screamers» — 3:43
8. «Ready or Not» — 4:44
9. «Burn On» — 2:55
10. «Rockin' the Stew» — 3:17
11. «Chasing the Night» — 4:55